# Brückerwald und Hußgeweid
Brückerwald und Hußgeweid este o arie protejată (arie specială de conservare — SAC, sit de importanță comunitară — SCI) din Germania întinsă pe o suprafață de 410,75 ha, integral pe uscat.

## Localizare
Centrul sitului Brückerwald und Hußgeweid este situat la coordonatele 50°48′07″N 8°57′50″E / 50.8019°N 8.9639°E.

## Înființare
Situl Brückerwald und Hußgeweid a fost declarat sit de importanță comunitară în iulie 2001 pentru a proteja 3 specii de animale. Situl a fost protejat și ca arie specială de conservare în martie 2008.

## Biodiversitate
Situată în ecoregiunea continentală, aria protejată conține 5 habitate naturale: Lacuri eutrofice naturale cu vegetație de tip Magnopotamion sau Hydrocharition, Păduri de fag Luzulo-Fagetum, Păduri de fag Asperulo-Fagetum, Păduri de stejar sau de stejar și carpen sub-atlantice și medio-europene de Carpinion betuli, Păduri aluvionare cu Alnus glutinosa și Fraxinus excelsior (Alno-Padion, Alnion incanae, Salicion albae).
La baza desemnării sitului se află mai multe specii protejate:
- amfibieni (1): triton cu creastă (Triturus cristatus)
- mamifere (2): liliac cu urechi mari (Myotis bechsteinii), liliac comun (Myotis myotis)

Pe lângă speciile protejate, pe teritoriul sitului au mai fost identificate 3 specii de amfibieni, 11 specii de mamifere.